# I7 (アルバム)
『i7』は、2016年8月24日に発売されたi7の1stアルバムである。
本作はアイドリッシュセブン1周年を記念して発売された。豪華盤、初回限定盤、通常盤の3形態で発売される。また、初回生産分限定特典として「1周年記念あいことば付きカード」が付属する。

## 収録曲
1. MONSTER GENERATiON
作詞：真崎エリカ、作曲・編曲：kz（livetune）
2. Perfection Gimmick
作詞：真崎エリカ、作曲・編曲：AstroNoteS
3. ピタゴラス☆ファイター（歌：二階堂大和（CV:白井悠介）・和泉三月（CV：代永翼）・六弥ナギ（CV：江口拓也））
作詞：真崎エリカ、作曲・編曲：野井洋児
4. GOOD NIGHT AWESOME
作詞：結城アイラ、作曲・編曲：渡辺未来
5. miss you…（歌：MEZZO"）
作詞：yozuca*、作曲・編曲：岡本健介
6. Joker Flag
作詞：真崎エリカ、作曲・編曲：AstroNoteS
7. Fly away!（歌：和泉一織（CV：増田俊樹）・七瀬陸（CV：小野賢章））
作詞：yozuca*、作曲・編曲：Shinnosuke
8. RESTART POiNTER
作詞：真崎エリカ、作曲・編曲：kz（livetune）
9. THE FUNKY UNIVERSE
作詞：真崎エリカ、作曲・編曲：山元祐介
10. 恋のかけら（歌：MEZZO"）
作詞：真崎エリカ、作曲・編曲：山田竜平
11. MEMORiES MELODiES
作詞：真崎エリカ、作曲・編曲：渡辺未来
12. THANK YOU FOR YOUR EVERYTHING!
作詞：結城アイラ、作曲・編曲：佐々木裕

## 楽曲解説
作中において、「RESTART POiNTER」は七瀬陸がセンターに復帰した楽曲として扱われている。
「GOOD NIGHT AWESOME」は2016年2月12日にデジタルシングルとして先行配信された。同作は大和がセンターを務めており、作中においては彼の主演ドラマ「ネメシス」の主題歌という設定がある。
「THE FUNKY UNIVERSE」は、四葉環がリードボーカルを務めている。

## ミュージック・ビデオ
「RESTART POiNTER」のMVは、アプリ1周年を記念して公開された。このビデオは神風動画が制作し、仲道える沙がディレクターを務めた。アイナナ関連楽曲のMVでは、ダンスの場面でモーションキャプチャを使う例があったものの、3Dモデルの造形やアニメーションなどの各工程で様々な制約が生じることがあったため、同楽曲では手付けアニメーションなので、バンダイナムコオンラインからの要望にたいして柔軟に対応できたと神風動画代表取締役の水崎淳平はCGWORLDによる鼎談の中で明らかにしている。また、『アイドリッシュセブン』の主要ファン層である女性は手の表情といった細部に注目する者も多いため、どのコマで止めても7人が別人に見えないようにチェックを念入りに行うなど、顔の造形には細心の注意が払われた。また、メンバーの中で唯一手袋をしていない大和については手の造形にも注意が払われた
「RESTART POiNTER」のMVの振付を担当した奥山敬人は、同楽曲の背景を踏まえたうえで振付にもストーリー性を持たせることを意識したと振付師の荒木結花との対談の中で振り返っている。

## アートワーク
本作のジャケットはキャラクターデザインを手掛けた種村有菜が描き下ろした。種村がナタリーとのインタビューの中で語ったところによると、大和が過去、三月が未来、ナギが今を見ているという裏設定があるという。また、種村は「Joker Flag」の前奏をイメージしながら、“爽やかな夏”を描いたとも話している

## 反響
アニメージュプラスが業務用通信カラオケ「JOYSOUND」で利用された楽曲回数をもとに集計したランキング（集計期間：2021年1月1日～2021年11月30日）によると、「Perfection Gimmick」はアイナナ楽曲の中で7番目によく歌われたとされている。

### 評価
ライターの荻原梓はリアルサウンドに寄せた記事の中で、個人的なおすすめとして「Fly away!」をあげており、その理由として「歌唱する七瀬と一織の2人の持つ真っ直ぐさや、爽やかさの中に少し色気を含ませたような、絶妙なバランスのサウンドが心地よい。」と説明している。